# Бобошино (сельское поселение Шеметовское)
Бобошино — деревня в Сергиево-Посадском городском округе Московской области, в составе муниципального образования Сельское поселение Шеметовское (до 29 ноября 2006 года входила в состав Константиновского сельского округа).

## Население
| 2002 | 2006 | 2010 |
| ---- | ---- | ---- |
| 44   | ↘41  | →41  |

## География
Бобошино расположено примерно в 28 км (по шоссе) на север от Сергиева Посада, на левом берегу реки Перемойка (левый приток реки Дубны), высота центра деревни над уровнем моря — 154 м.
Деревня связана автобусным сообщением с райцентром и соседними населёнными пунктами. На 2016 год в Бобошино зарегистрировано 1 садовое товарищество.